# 滇苦菜
滇苦菜（学名：Picris divaricata）为菊科毛连菜属的植物，为中国的特有植物。分布于中国大陆的云南、西藏等地，生长于海拔1,400米至2,540米的地区，多生长在山坡草地、林缘或灌丛中，目前尚未由人工引种栽培。

## 延伸阅读
[在维基数据编辑]
 《植物名實圖考·滇苦菜》，出自吳其濬《植物名實圖考》